# Onthophagus parafalculatus
Onthophagus parafalculatus là một loài bọ cánh cứng trong họ Bọ hung (Scarabaeidae).